# Standbeeld van Laurens Janszoon Coster
Het standbeeld van Laurens Janszoon Coster is een gedenkteken in de Nederlandse stad Haarlem. Het beeld wordt door de inwoners Lautje genoemd.

## Achtergrond
De Haarlemmer Laurens Janszoon Coster werd in Nederland beschouwd als uitvinder van de boekdrukkunst in 1423. Daarbuiten wordt de uitvinding eerder toegeschreven aan de Duitse drukker Johannes Gutenberg. 
In 1722 maakte Gerrit van Heerstal een stenen standbeeld van Coster, naar een ontwerp van Romeyn de Hooghe, voor de Haarlemse Hortus Medicus bij het Prinsenhof. Het beeld werd in 1801 naar de Grote Markt verplaatst. In de Haarlemmerhout, waar Coster de inspiratie zou hebben opgedaan voor zijn uitvinding, werd in 1823 het Costermonument van J.D. Zocher jr. geplaatst.
De heer J.J.F. Noordziek, oud-bibliothecaris bij de Koninklijke Bibliotheek en redacteur van de Staatscourant, publiceerde in juli 1847 zijn Oproeping aan Nederland, om de eer des vaderlands te handhaven. Het beeld van Van Heerstal voldeed volgens Noordziek niet aan de vereisten van de hedendaagse kunst en stak te veel af tegen een beeld dat in 1840 voor Johannes Gutenberg in Mainz was opgericht. 

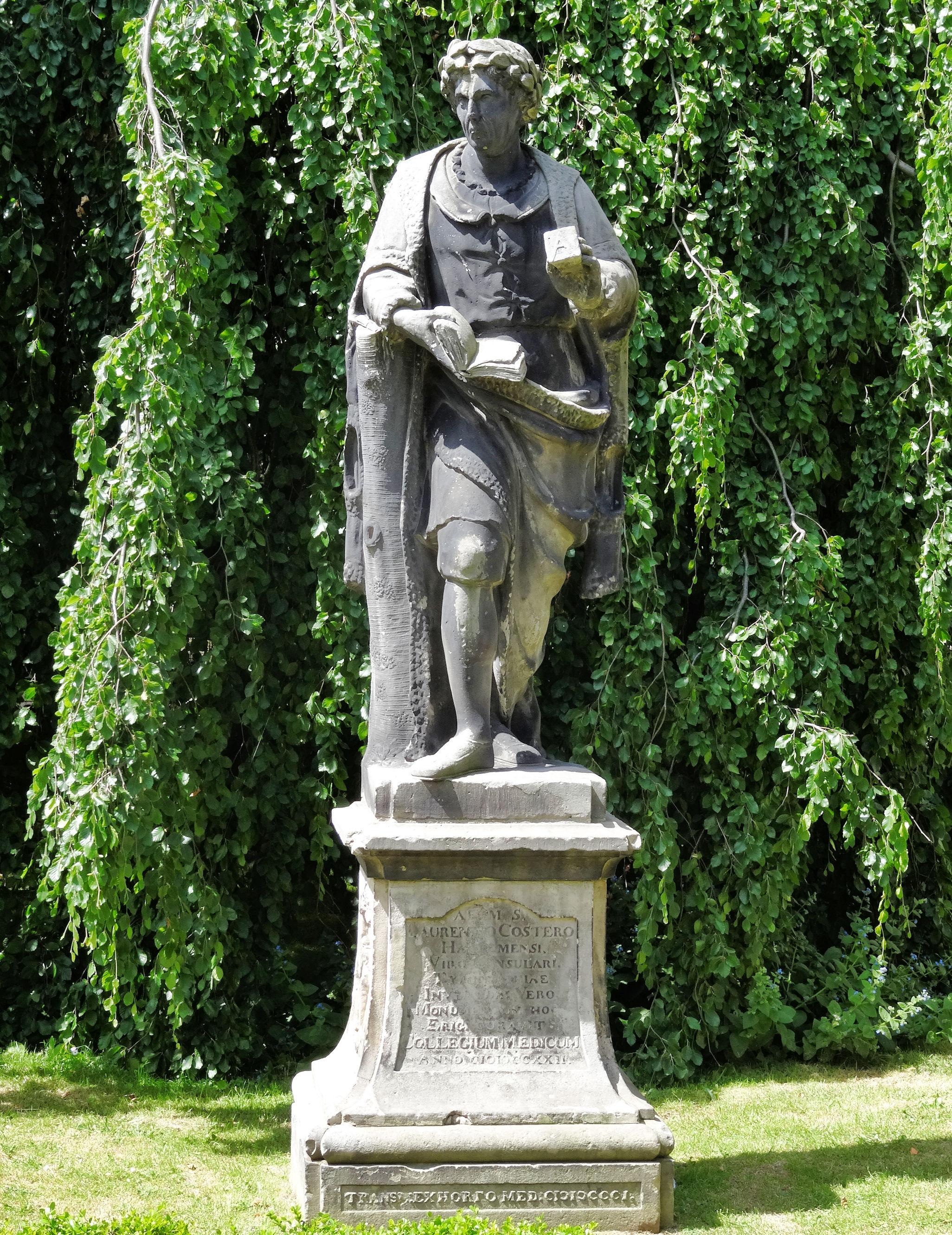
Het beeld van Heerstal (1722) in de Prinsenhof
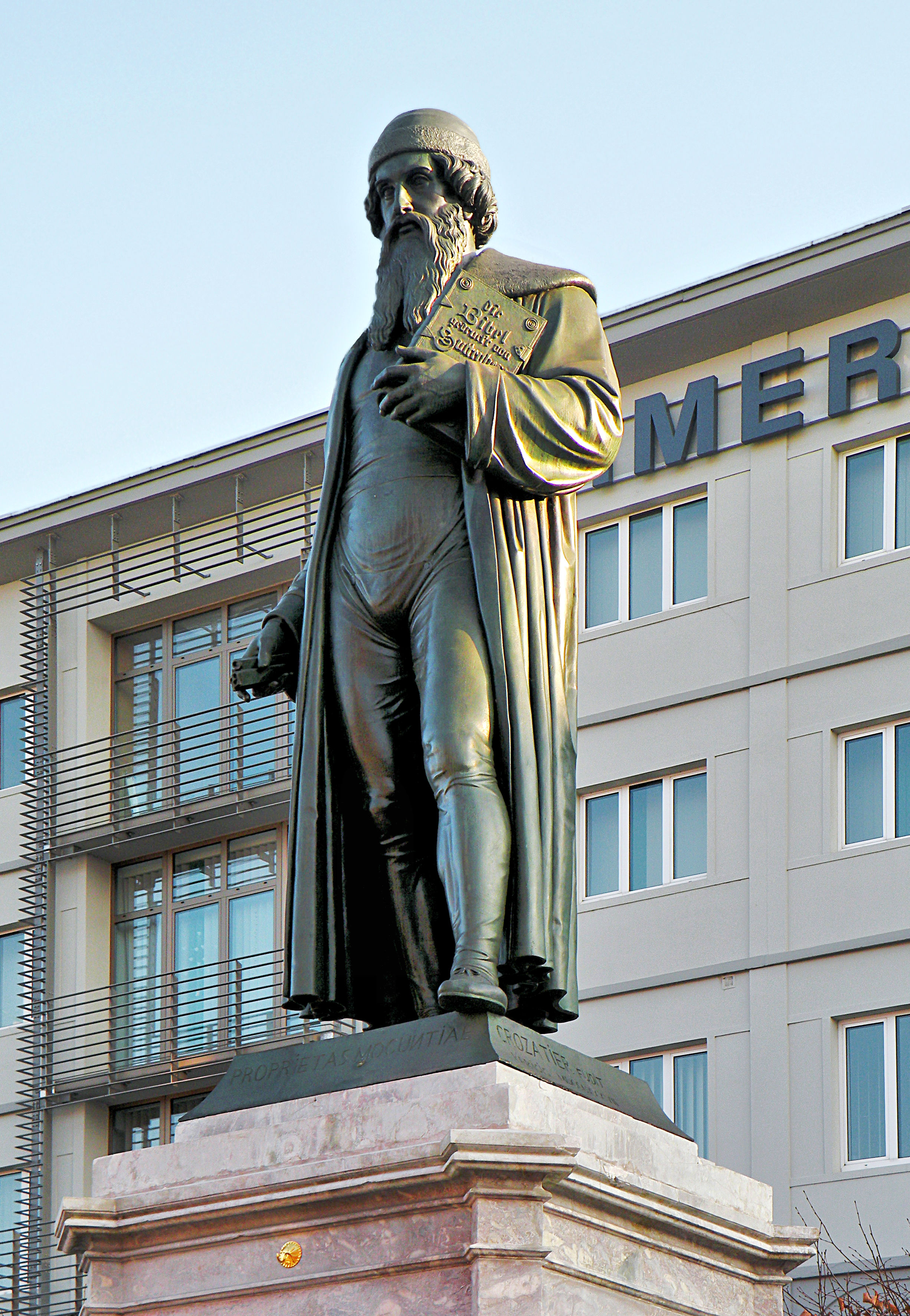
Het beeld van Gutenberg in Mainz

De gedenksteen in de Hout voldeed ook niet als monument, Noordziek wilde een waardiger standbeeld voor Coster oprichten. Er werd een commissie gevormd die zich voor dit doel zou inzetten. Om de kosten te financieren werd een inzamelingsactie gestart. De bedoeling was het beeld te plaatsen in 1848, 25 jaar na het vierde eeuwfeest van de uitvinding.
Mede door de politieke onrusten in 1848 liep het project vertraging op, maar in oktober 1849 kon de commissie laten weten dat zij de opdracht voor een metalen standbeeld had gegund aan Louis Royer. De commissie bemoeide zich actief met het ontwerp; Royer maakte minstens twaalf verschillende versies. Het beeld toont Coster met hoofddeksel en in zijn hand een drukletter A, geïnspireerd op het (fantasie)portret dat Jacob van Campen begin 17e eeuw van de drukker maakte. Op verzoek van de commissie voegde Royer een boomstronk toe, als verwijzing naar de Haarlemmerhout. Begin jaren vijftig viel een gipsmodel om, maar in 1855 kon de firma Enthoven in Den Haag het beeld in brons gieten. De achtzijdige, natuurstenen sokkel werd ontworpen door de Amsterdamse architect Martinus Gerardus Tétar van Elven en gehouwen door de Haarlemse steenhouwer L. Sabelis jr. en zijn zoon. 
Het stenen beeld van Van Heerstal werd van de Markt gehaald en teruggeplaatst in de Hortus Medicus. 

### Onthulling

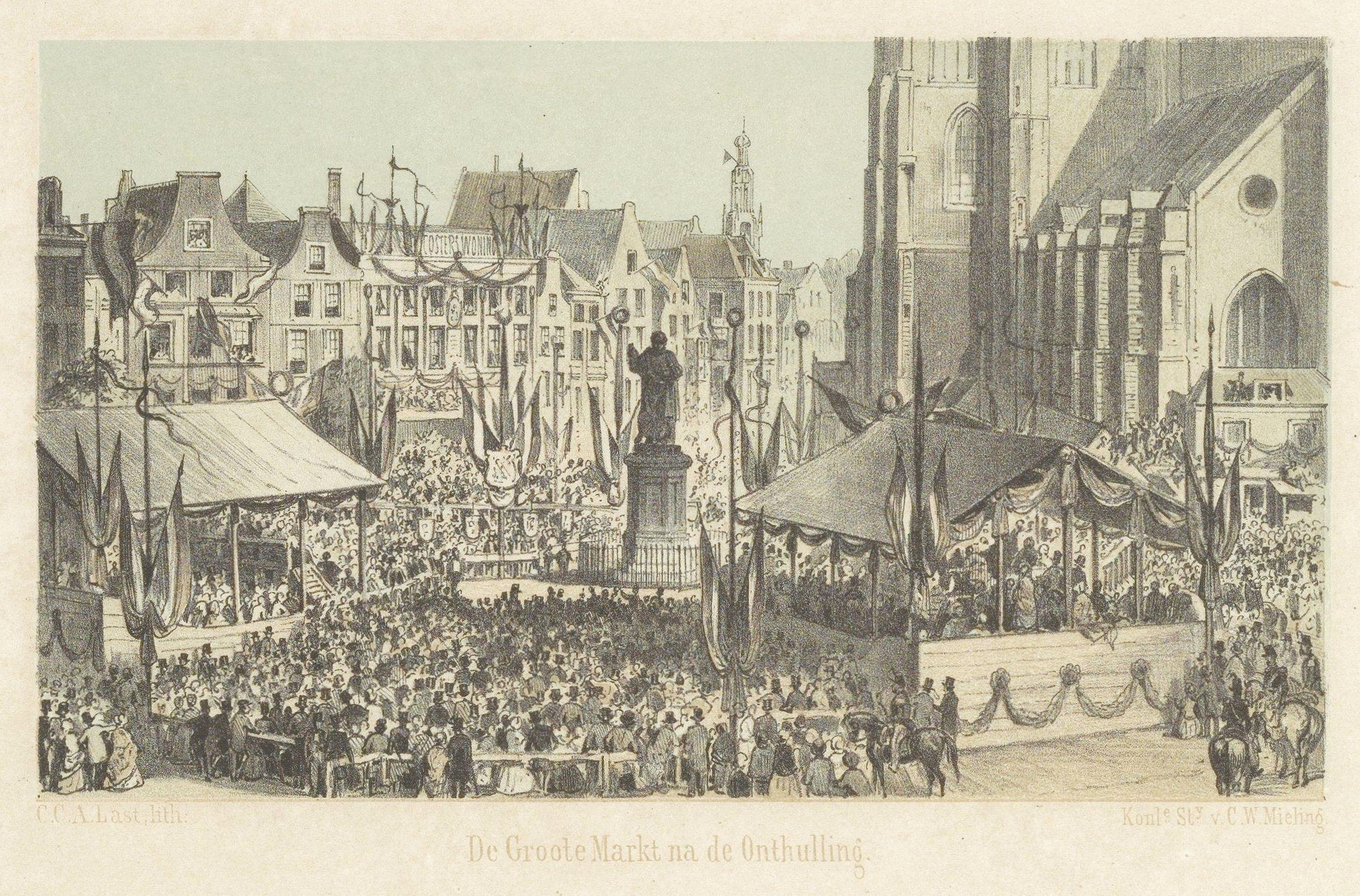
Lithografie van de onthulling door C.C.A. Last

Op 15, 16 en 17 juli 1856 vonden de Costerfeesten plaats in Haarlem, met onder meer volksspelen en een orgelconcert in de Grote Kerk. In de ochtend van de zestiende vertrok een stoet met vele genodigden van het Station Haarlem naar het Costermonument in Haarlemmerhout. Er werd daar een rede gehouden door Joh. Enschedé, als een van de oudste boekdrukkers. Daarna trok men verder naar de Grote Markt, waar prins Hendrik zie bij het gezelschap aansloot. Onder de aanwezigen waren verder de ministers van Oorlog, Binnenlandse Zaken en Financiën en de burgemeester en gemeenteraad van de stad. De heer Metman, voorzitter van de oprichtingscommissie, hield een toespraak, waarbij het monument werd onthuld. Het werd vervolgens door burgemeester De Bruyn Kops in dank aanvaard.
Koning Willem III beloonde de leden van de oprichtingscommissie met onderscheidingen; dr. A. de Vries werd benoemd tot commandeur in de Orde van de Nederlandse Leeuw, de heren mr. L. Metman en A.D. Schinkel werden benoemd tot ridders in dezelfde orde en initiatiefnemer Noordziek, secretaris van de commissie, werd benoemd tot ridder in de Orde van de Eikenkroon.
Aanvankelijk stond er een hekwerk om het beeld. Wegens herinrichting van de Grote Markt is het beeld een aantal malen verplaatst.

## Beschrijving
Het circa drie meter hoge bronzen beeld toont Coster ten voeten uit, gekleed in een lang geplooid gewaad. Hij houdt met zijn linkerhand een boek tegen zijn borst geklemd en toont in zijn rechterhand een gevleugelde letter A. Achter hem staat een boomstronk.

### Sokkel
De achtzijdige sokkel staat op een twee treden hoog stoepje en is circa vier meter hoog. Hij is gemaakt van Escauzijnse steen, natuursteen afkomstig uit de groeve van Écaussinnes. De sokkel heeft vier brede en vier smalle zijden en heeft twee inspringingen. Hij is gedecoreerd met gotische drie- en vierpasmotieven en op de zijden een bladmotief in de band die onder de dekplaat loopt. Op de vier brede zijden is een inscriptie aangebracht, in het Latijn en in het Nederlands. De Nederlandse opschriften luiden:

LOURENS JANSZOON COSTER, HULDE VAN HET NEDERLANDSCHE VOLK, MDCCCLVI

UITVINDER VAN DE BOEKDRUKKUNST MET BEWEEGBARE UIT METAAL GEGOTEN LETTERS

## Fotogalerij

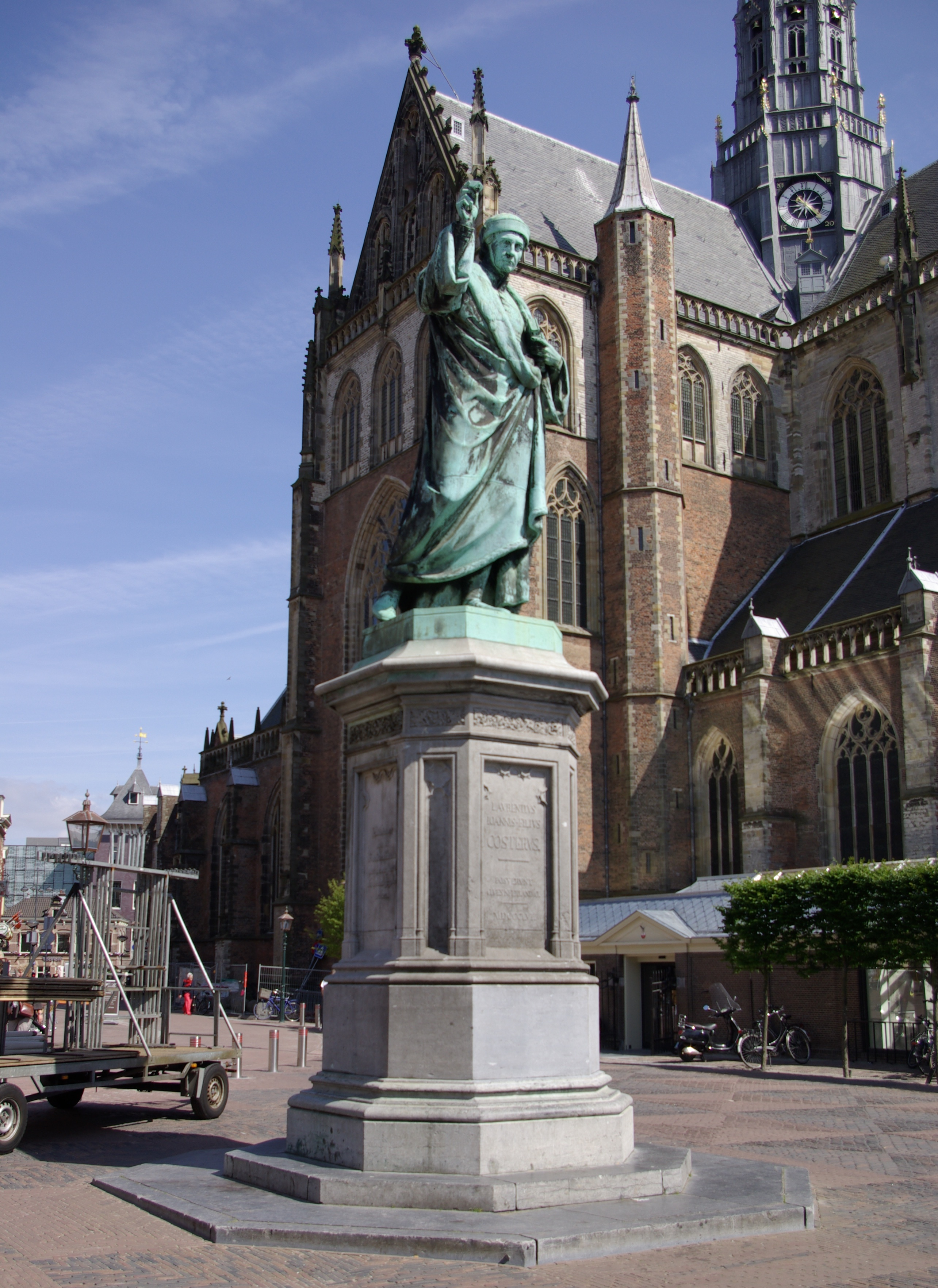
Zicht op de sokkel
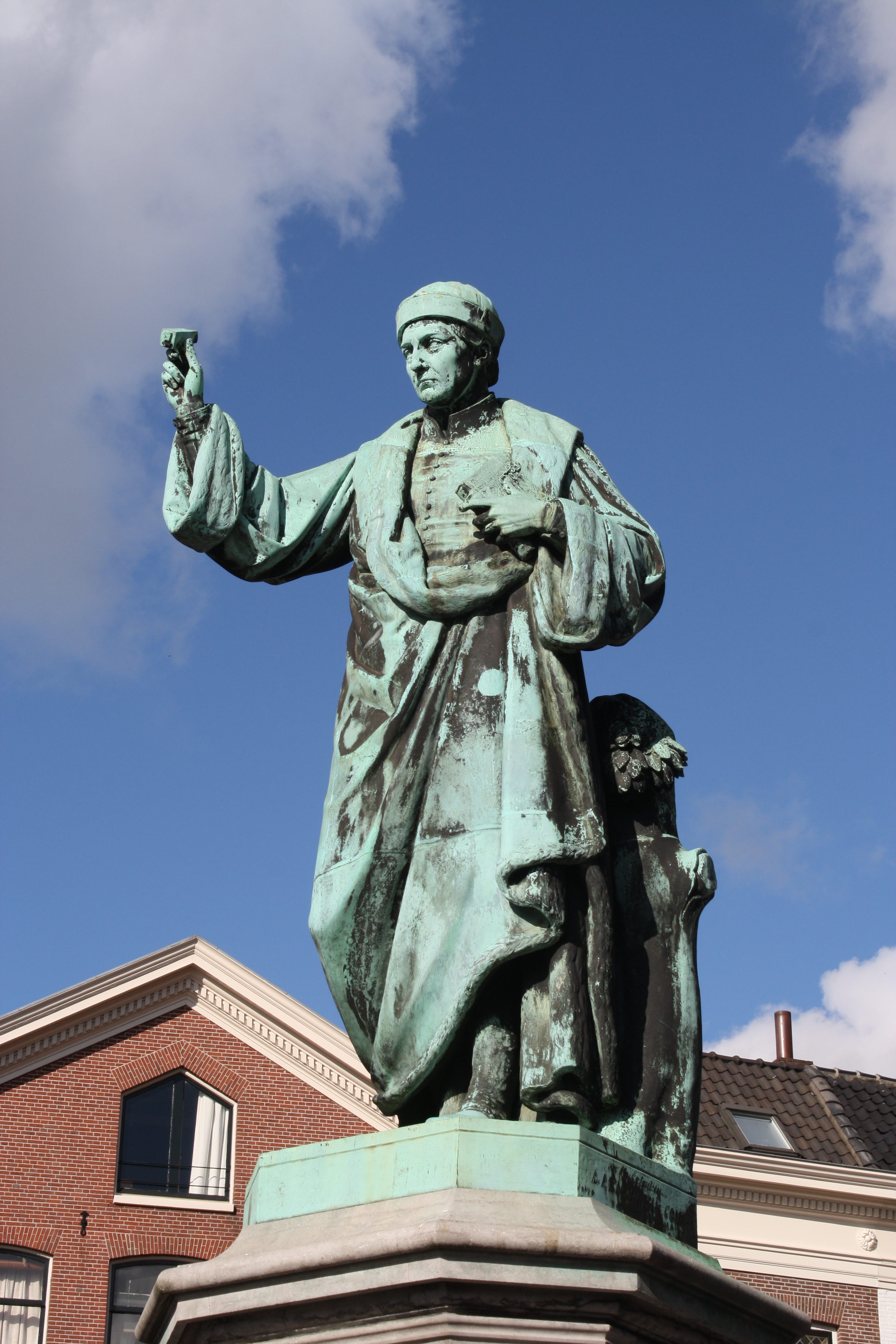
Zijaanzicht met boomstronk
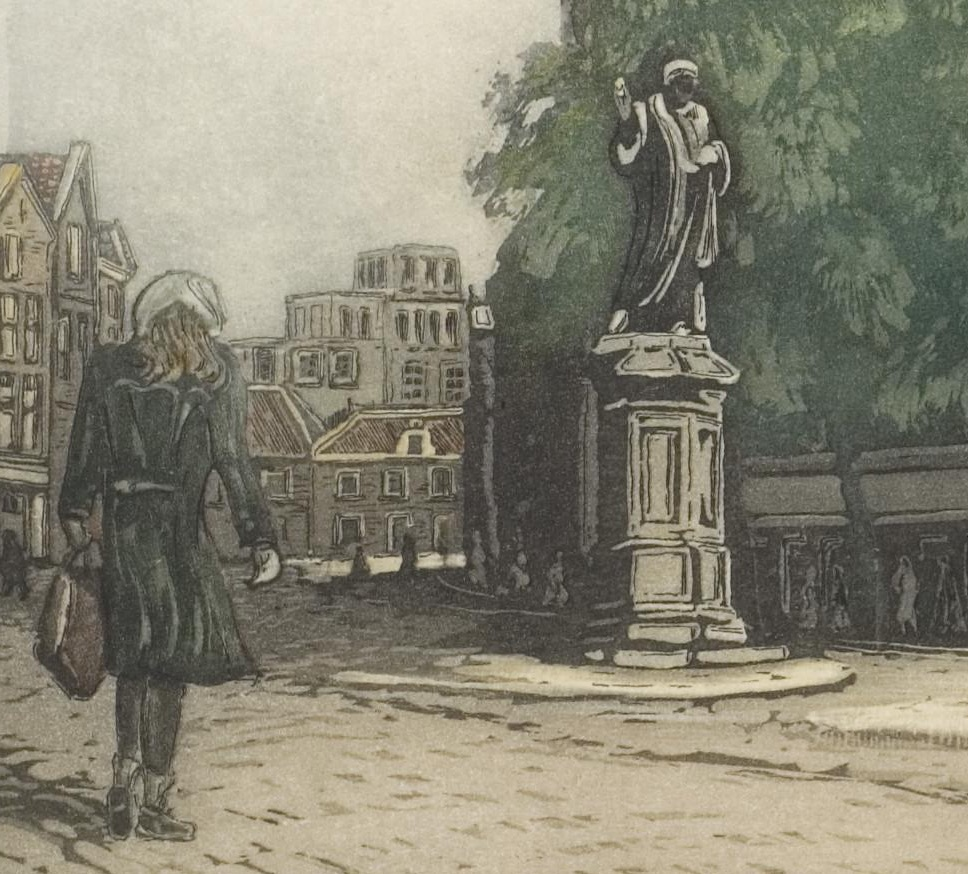
Verbeeld door Anton Heyboer (1948)

## Waardering
Het standbeeld werd in 1999 als rijksmonument in het Monumentenregister opgenomen. "Het uit 1856 daterende standbeeld in deels neogotische deels Naturalistische trant is van algemeen belang vanwege de kunst- en cultuurhistorische waarde en als hommage aan Lourens Janszoon Coster, de vermeende uitvinder van de boekdrukkunst. Tevens is het beeld van belang vanwege de beeldondersteunende waarde die het door zijn situering op de Grote Markt bezit."